# Pralong
Pralong là một xã trong tỉnh Loire miền trung nước Pháp.